# Al-Mundhir
Al-Mundhir (842-888) was emir van Córdoba vanaf 886 tot 888. Al-Mundhir was de zoon van Mohammed I van Córdoba en volgde hem op na diens dood op 4 augustus 886. Hij behoorde tot de familie Omajjaden van Andalusië.

## Biografie
Tijdens zijn korte bewind had Mohammed I van Córdoba af te rekenen met een opstand van Umar ibn Hafsun in de zuidelijke bergstreken van Al-Andalus. In de maanden voor het overlijden van zijn vader had Al-Mundhir met enig succes een expeditieleger geleid tegen deze opstandelingen. In 887 zond Al-Mundhir als emir drie legercolonnes naar de streek van Lucena, maar zonder het gewenste resultaat. In 888 leidde hij zelf een leger en kon Ibn Hafsun tot onderhandelingen dwingen. Door een list kon de opstandeling echter ontsnappen en verschanste zich in Bobastro. Tijdens de belegering van deze versterking werd de emir ziek en overleed. Na zijn dood kwam het tot een tijdelijke wapenstilstand tussen Ibn Hafsun en de opvolger van de overleden emir, zijn broer Abd Allah ibn Mohammed.